# Christopher Almquist
Christopher Almquist, född 13 oktober 1786 i Råneå socken, död 2 mars 1843 i Överkalix socken, var en svensk präst.
Almquist, som var bondson, inskrev år 1800 i Piteå skola och 1807 som student vid Uppsala universitet. Han prästvigdes i juli 1810 till nådsårspredikant i Umeå landsförsamling. I juli 1811 blev han komminister i Nederkalix församling, där han under kyrkoherde Johan Abraham Schmaltz' sjuklighet fick sköta många av pastorssysslorna utan att vara formellt förordnad som vice pastor. År 1823 valdes och förordnades Almquist till komminister i Råneå församling samt tillträdde 1 maj 1824. Efter pastoralexamen i december 1833 utnämndes Almquist till kyrkoherde i Överkalix församling i maj 1834 med omedelbart tillträde.
Almquist tillhörde en ansedd allmogefamilj. Fadern Lars Christoferson var kyrkvärd och nämndeman, medan modern Catharina Henriksdotter drev gästgiveri i familjens hemby Vitån. Almquist gifte sig 1814 i Nederkalix med Catharina Sofia Wennberg. Av barnen var Lars Christoper Almquist rustmästare vid Västerbottens fältjägare, Catharina Sophia Almquist gift med kyrkoherden och prosten Per Magnus Klockhoff i Mo i Ångermanland, Christina Mathilda Almquist gift med majoren Johan Rutberg i Nederkalix, Carolina Dorothea Almquist gift med Adolf Sjöding som var kyrkoherde i Finska församlingen i Stockholm, Josef Oscar Almqvist riksdagsman och lantbrukare i Överkalix och Maria Josefina Almquist gift med Yngve Reinhold Gyllencreutz, vilken var bruksförvaltare på Gyljens bruk i Överkalix.